# Christelle Bulteau
Christelle Bulteau (ur. 23 lipca 1963) – francuska lekkoatletka specjalizująca się w biegach sprinterskich.
Największy sukces w karierze odniosła w 1985 r. w Paryżu, zdobywając brązowy medal światowych igrzysk halowych w biegu na 60 metrów. 
Rekord życiowy w biegu na 60 metrów w hali: 7,34 – Paryż 19/01/1985